# Rita Luna
Rita Luna, född Rita Alfonso Garcia 1770, död 1832, var en spansk skådespelare. Hon var engagerad vid de kungliga teatrarna i Madrid, Teatro de la Cruz och Teatro del Príncipe mellan 1789 och 1806. Hon tillhörde de mest uppmärksammade skådespelarna vid den spanska scenen under sin samtid.  